# Malta (Vila do Conde)
Malta ist ein Ort und eine ehemalige Gemeinde (Freguesia) im Nordwesten Portugals.

## Geschichte
Die erste dokumentierte Erwähnung des Ortes Santa Cristina stammt aus einer Grundstücks-Besitzurkunde des Jahres 1097. Die Gemeinde kam später an den Malteserorden, der sich fortan im Ortsnamen als Santa Cristina de Malta verewigte. Der Ortsname verkürzte sich in der Folgezeit zu Malta und blieb danach eine eigenständige Gemeinde im Kreis Maia, bis zu dessen kurzzeitiger Auflösung 1855. Seither ist Malta eine Gemeinde im Kreis Vila do Conde.
Mit der Gebietsreform 2013 wurde Malta mit Canidelo zur neuen Gemeinde Malta e Canidelo zusammengeschlossen.

## Verwaltung
Malta war Sitz einer eigenständigen Gemeinde (Freguesia) im Kreis (Concelho) von Vila do Conde im Distrikt Porto. Die Gemeinde hatte eine Fläche von 2,12 km² und 1384 Einwohner (Stand 30. Juni 2011).
Im Zuge der Gebietsreform zum 29. September 2013 wurden die Gemeinden Malta und Canidelo zur neuen Gemeinde União das Freguesias de Malta e Canidelo zusammengeschlossen. Malta ist Sitz dieser neu gebildeten Gemeinde.